# Edipim
A Edipim foi uma produtora de televisão que se localizava na Abrunheira, Sintra. Era uma produtora independente que produzia os mais variados tipos de formatos para televisão. 
A empresa foi fundada em 1 de Outubro de 1978 mas já existia antes pois a estreia como apresentador de televisão de António Sala ocorreu em 1972 com o programa "Música Maestro" que foi a primeira produção da Edipim.
Os dois principais criadores da empresa foram Thilo Krasmann e Vitor Mamede, que seriam de resto, os produtores principais das suas produções televisivas. Os dois formaram a PIM (produtores independentes de música) por causa das gravações que faziam em conjunto. Quando oficializaram a empresa não puderam usar a designação pretendida por isso decidiram usar o nome Edipim.
Foi a Edipim que fez erguer a primeira telenovela portuguesa, Vila Faia inaugurando os estúdios em Abrunheira, Sintra. O convite surgiu após a produção do programa "Eu Show Nico" onde existia uma novela de brincadeira chamada "Moita Carrasco" . Da brincadeira passaram a uma novela à sério  onde continuaram Nicolau Breyner e o realizado Nuno Teixeira. 
Na altura da criação da empresa, Thilo Krasmann fala sobre o convite da telenovela Vila Faia que "nos fez pensar um bocadinho. Quando aceitámos, sabíamos que não ia ser fácil, porque não tínhamos nada. Não podíamos, sequer, contar com praticamente nada da Televisão, a não ser o equipamento vídeo. A partir daí, andámos à procura de um sítio para fazer a telenovela e ´apareceu` a Abrunheira. Era um pavilhão inacabado, mas com possibilidades. Daí, nós ´ajeitámos` as infra-estruturas (todo o acabamento interior já foi orientado por nós). Não era um preço muito caro e eram 1 000 m² que permitiam muito. A ´Vila Faia`, posso dizê-lo, correu muito bem. (...) Bom, depois durante a própria produção, os actores e os técnicos foram-se ajustando às condições deste novo estúdio e, ao fim de pouco tempo, atingimos uma rentabilidade muito razoável. Chegámos mesmo a fazer, em certos dias, 40 minutos de produção" .
A sua segunda produção foi a série 'Gente Fina é Outra Coisa' e  depois a segunda telenovela portuguesa, Origens. Em 1987 produziu os programas Eu Show Nico e Lá Em Casa Tudo Bem.
Seguiram-se outros programas como 'Joaquim Letria' 'Outras Músicas', 'Humor de Perdição', '1000 Imagens', 'Top Mais', 'Parabéns' e 'Herman Enciclopédia', exibidos pela RTP .
Após a abertura da televisão à iniciativa privada produziram os programas 'Bom Baião' e 'Um Sarilho Chamado Marina' emitidos pela SIC, e 'Quem Tudo Quer' para a TVI. Outros programas foram Há Horas Felizes, Não És Homem Não És Nada e "A Última Noite".
No estúdio de som, com capacidade para gravação de jingles e bandas, foram produzidos discos como o álbum 'Cheio' dos UHF e 'Acústico' de Júlio Pereira.
Em 2001, a RTP que tinha comprado o resto da Edipim em 2000, juntou a Edipim à produtora FO&CO (esta que já pertencia ao grupo RTP). Em 2004, a Edipim encerrou as suas portas, uma vez que foi dissolvida, juntamente com a FO&CO, para dar lugar à RTP - Meios de Produção.
Lista
- Vila Faia - 1982/1983 - RTP
- Gente Fina É Outra Coisa - 1983 - RTP
- Origens - 1983/1984 - RTP
- Eu Show Nico -1987/1988 - RTP
- Lá Em Casa Tudo Bem -1987/1988 - RTP
- Humor de Perdição - 1988 - RTP
- Passerelle - 1988/1989 - RTP
- Pisca-Pisca - 1989 - RTP
- Nem O Pai Morre - 1989 - RTP
- Zona Jazz - 1989/1990 - RTP
- Chuva de Maio - 1990 - RTP
- Euronico - 1990 - RTP
- Joaquim Letria - 1990/1991 - RTP
- Outras Musicas - 1990/1991 - RTP
- Clip Clube - 1991/1992 - RTP
- 1000 Imagens - 1991/1992 - RTP
- Outras Musicas - 1991/1992 - RTP
- Parabens - 1992/1993 - RTP
- Olha Que Dois - 1992/1993 - RTP
- Os Bonecos Da Bola - 1993/1994 - RTP
- Sic - As Nossas Estrelas - 1994 - SIC
- Sic - Fim do Ano - 1994 - SIC
- Top + - 1995/1998 - RTP
- Parabens Junior - 1996 - RTP
- 100 Mais -1996/1997 - RTP
- Herman Enciclopédia - 1997/1998 - RTP